# Cordar Biella Servizi
Cordar Biella Servizi Spa è una società per azioni a capitale interamente pubblico che opera nel campo del servizio idrico integrato.
Le azioni dell'azienda sono detenute da 48 amministrazioni comunali che coprono buona parte della Provincia di Biella.

## Storia

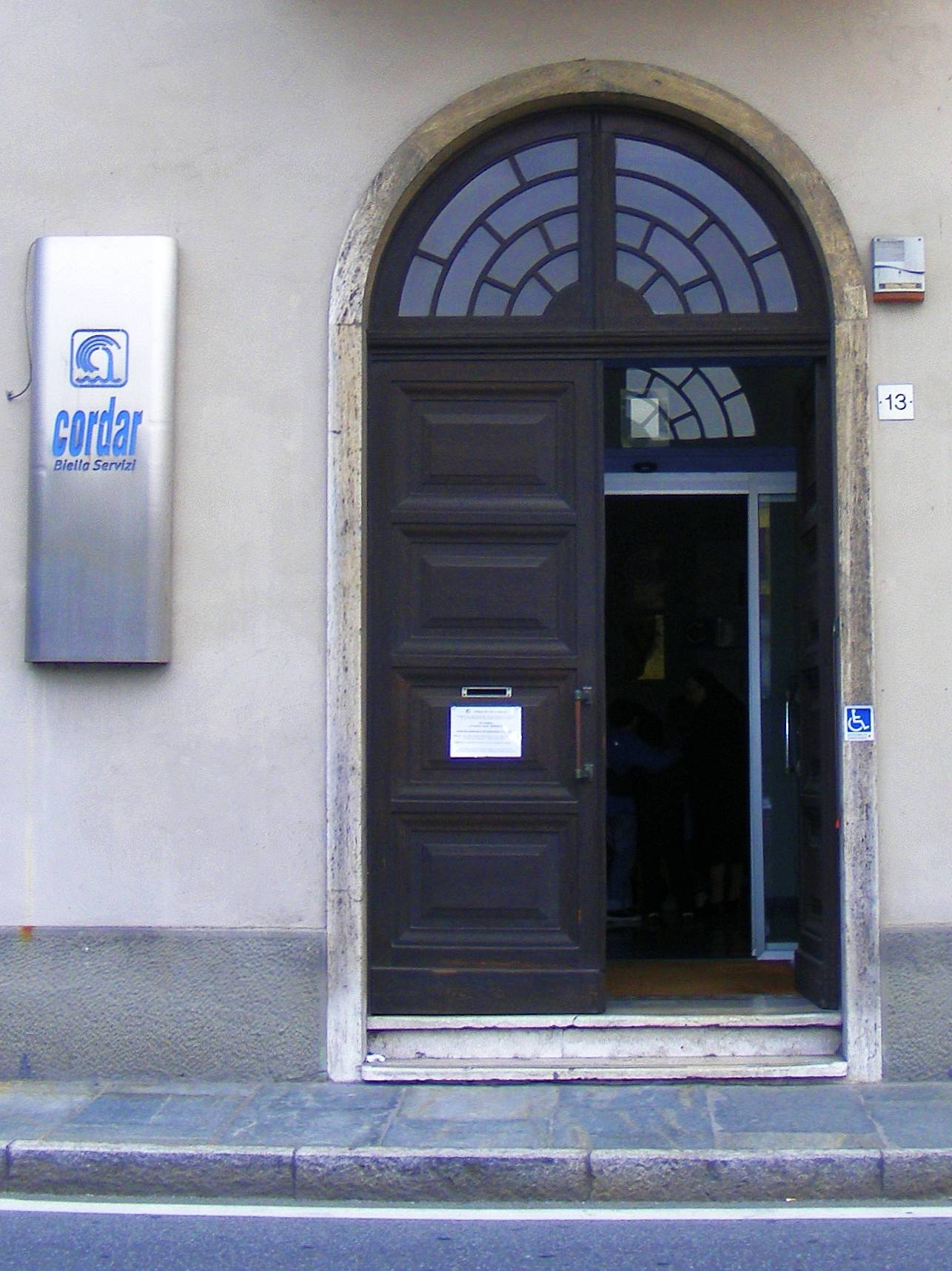
La sede centrale (Biella)

Cordar (acronimo di COnsorzio per la Raccolta e la Depurazione delle Acque Reflue) nasce nel 1978 dall’azione di 38 comuni biellesi per intervenire sulla sempre più pressante problematica ambientale legata all’inquinamento delle acque, e dovuta in modo particolare alla massiccia presenza sul territorio delle aziende tessili.
E proprio sull’assetto industriale locale è stato disegnato il sistema depurativo biellese, con i tre grandi impianti di Biella, Cossato e Massazza, così da poter servire nel modo più efficiente il complesso produttivo territoriale; per tale motivo ai 150.000 abitanti effettivi corrisponde una capacità degli impianti assolutamente sovradimensionata, ed equivalente a circa 680.000 utenze.
L’invidiabile sistema di depurazione, sia sul piano civile, sia su quello industriale, unito alla corretta gestione delle risorse, ha permesso all’azienda di crescere sotto tutti i punti di vista: in pochi anni il numero dei comuni soci è passato da 38 a 48, quello dei dipendenti da 1 a circa un centinaio e le attività e le competenze si sono sviluppate portando il territorio biellese ad emergere oltre che per l’eccellenza del tessile, anche per l’eccellenza nel settore ambientale.
Nell’anno 2003 Cordar si è trasformata, modificando il proprio statuto, in Cordar S.p.A. Biella Servizi, divenendo per il Biellese un punto di riferimento stabile nell’ambito della gestione del servizio idrico integrato.
Attualmente Cordar S.p.A. Biella Servizi è una società per azioni a capitale interamente pubblico partecipata da 48 Comuni biellesi, per conto dei quali svolge tutte le attività tecniche ed amministrative necessarie alla gestione degli acquedotti, delle fognature e della depurazione delle acque.

## Ambiti di attività

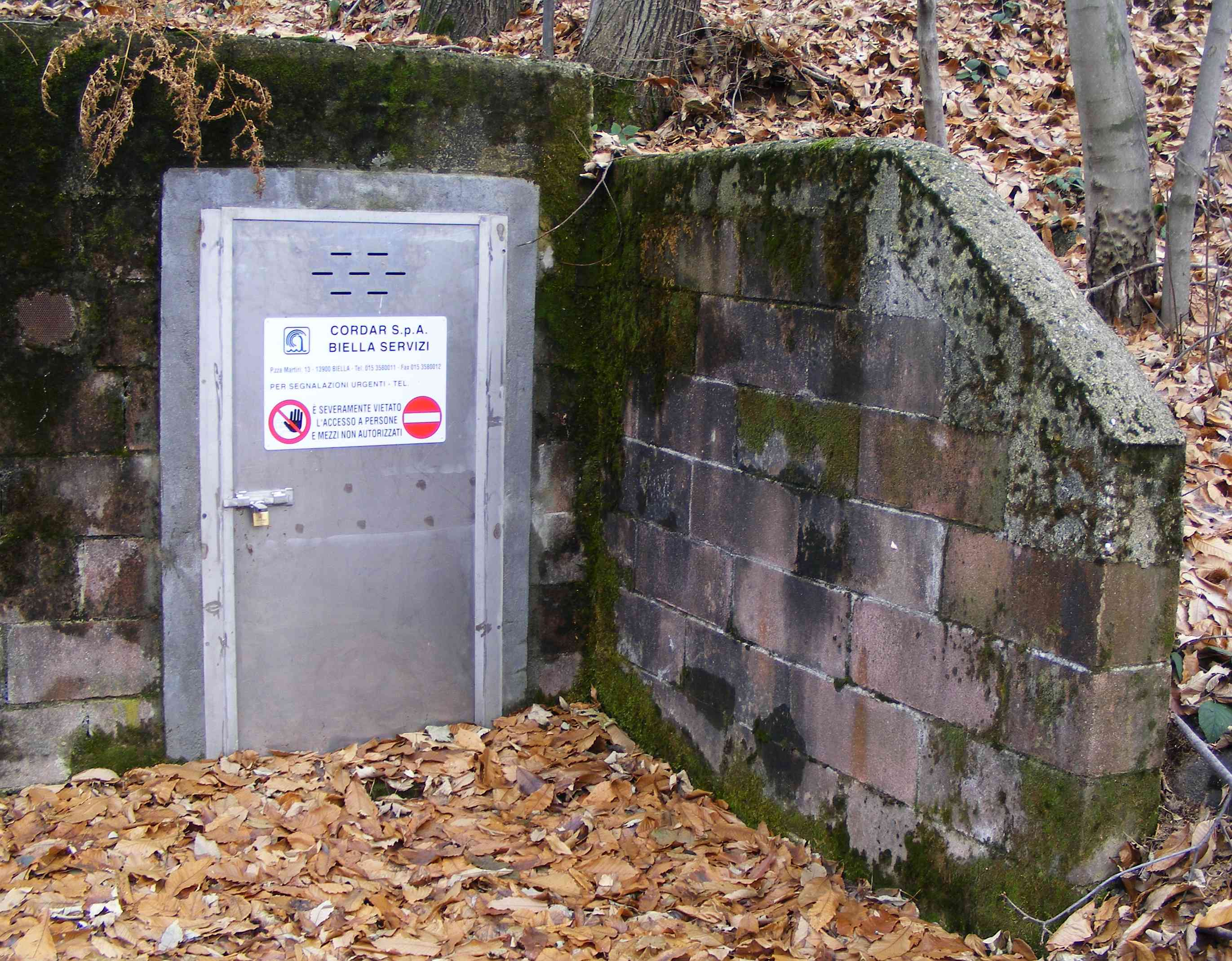
Una piccola opera di captazione presso il Monte Casto

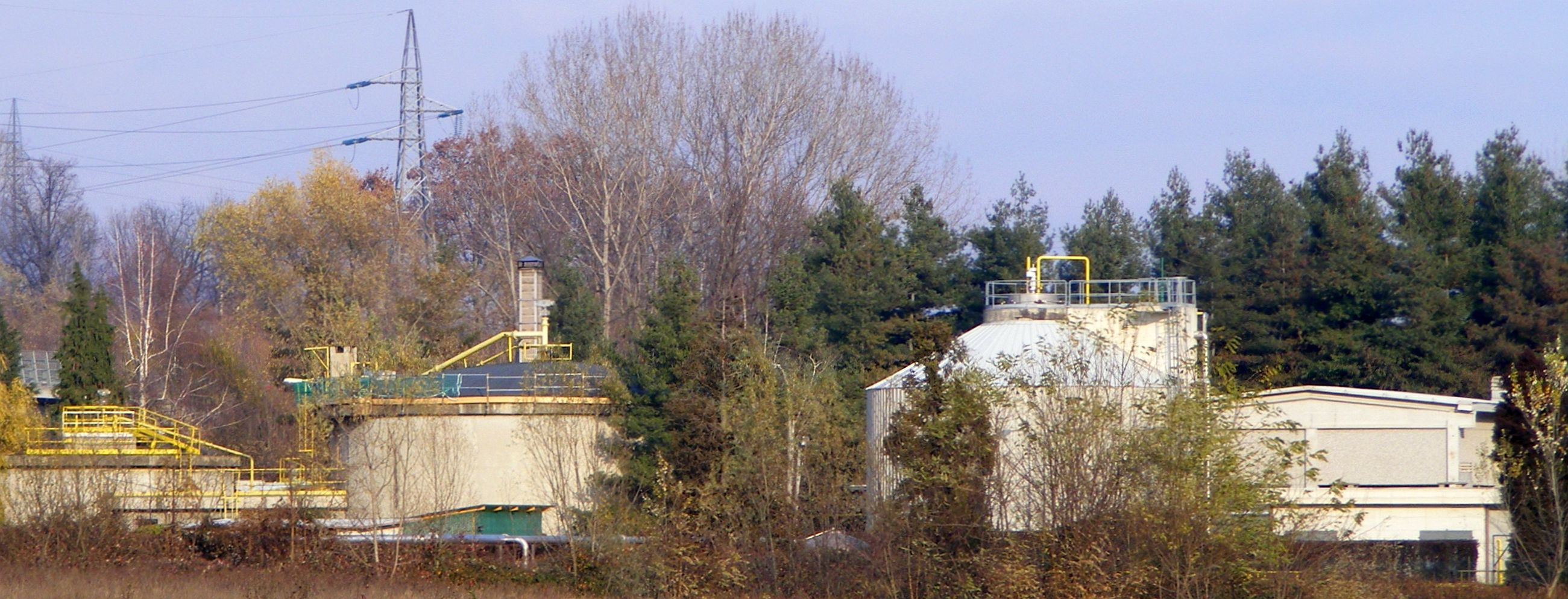
Il depuratore di Biella sud

Con oltre trent’anni di esperienza maturata, la missione di Cordar oggi è quella di assicurare l’ottima qualità dell’acqua fornita agli utenti e restituita successivamente all’ambiente, con uno sguardo costante al contenimento dei costi e l’impegno ad individuare, nel contesto gestito ed in un’ottica di miglioramento costante, nuove tecnologie e sempre più adeguate modalità d’azione.
- La gestione dell’acquedotto  La gestione del servizio acquedotto da parte di Cordar implica l’insieme di attività volte alla captazione, all’adduzione, alla potabilizzazione ed alla distribuzione delle risorse idriche, nonché gli interventi di manutenzione e progettazione delle reti.
- La gestione delle fognature La gestione delle fognature da parte di Cordar implica l’insieme di attività volte alla raccolta ed al convogliamento delle acque reflue in fognatura, nonché gli interventi di manutenzione e progettazione delle reti.
- La gestione della depurazione La depurazione implica un insieme di azioni volte alla rimozione degli agenti contaminanti dalle acque reflue di origine urbana o industriale, prima della loro “restituzione” all’ambiente. Cordar garantisce la depurazione delle acque biellesi attraverso la gestione di tre grandi impianti situati a Biella, a Cossato ed a Massazza.

Oltre a questi ambiti di attività Cordar attua sul territorio biellese interventi didattici e formativi su temi legati al servizio idrico integrato e sponsorizza vari eventi di tipo culturale e/o sportivo.